# Siège de Meaux (1358)
Pour les articles homonymes, voir Siège de Meaux.
Batailles
Le 9 juin 1358, au cours de la Grande Jacquerie, plusieurs centaines de paysans révoltés entreprennent le siège de la forteresse du Marché à Meaux où était réfugiée Jeanne de Bourbon, l'épouse du dauphin Charles, en compagnie de plusieurs autres nobles dames. Le comte de Foix, Gaston Fébus, et le captal de Buch, Jean de Grailly, mettent fin aux exactions des révoltés et délivrent les princesses. Parce que le maire de Meaux, Jacques Soulas, avait laissé entrer les révoltés, ce dernier est décapité puis sa ville incendiée.
Au cours des jours suivants, la Grande Jacquerie est définitivement matée à Mello et à Clermont par les hommes de Charles le Mauvais qui exterminent plusieurs milliers de révoltés.

## Sources et références
1. ↑  lire en ligne sur Gallica Jean Froissart, Chroniques, p. 377-378 Comment le comte de Foix, le captal de Buch et le duc d'Orléans déconfirent les Jacques, et puis mirent le feu en la ville de Meaux